# Vinderslev Sogn
Vinderslev Sogn er et sogn i Ikast-Brande Provsti (Viborg Stift).
I 1800-tallet var Vinderslev Sogn anneks til Hinge Sogn. Begge sogne hørte til Lysgård Herred i Viborg Amt. De udgjorde Hinge-Vinderslev sognekommune, men senere blev de to selvstændige sognekommuner. Ved kommunalreformen i 1970 blev de begge indlemmet i Kjellerup Kommune, som ved strukturreformen i 2007 indgik i Silkeborg Kommune.
I Vinderslev Sogn ligger Vinderslev Kirke og herregården Vinderslevholm. Grathe Kirke blev i 1917 indviet som filialkirke til Vinderslev Kirke, og Grathe blev et kirkedistrikt i Vinderslev Sogn. I 2010 blev Grathe Kirkedistrikt udskilt som det selvstændige Grathe Sogn.
I Vinderslev og Grathe sogne findes følgende autoriserede stednavne:
- Brokhuse (bebyggelse)
- Elkær (bebyggelse, ejerlav)
- Fruerlund (bebyggelse, ejerlav)
- Fuglemose (bebyggelse, ejerlav)
- Grathe (bebyggelse)
- Hauge (bebyggelse, ejerlav)
- Hauge Hedegård (bebyggelse)
- Hauge Sø (vandareal)
- Haurbak (bebyggelse)
- Holmsløkke (bebyggelse)
- Lundgårde (bebyggelse)
- Lysdalgårde (bebyggelse, ejerlav)
- Mausing (bebyggelse, ejerlav)
- Mausing Mark (bebyggelse)
- Pederstrup (bebyggelse, ejerlav)
- Plomdal (bebyggelse)
- Revl (bebyggelse, ejerlav)
- Skovhus (bebyggelse, ejerlav)
- Vinderslev (bebyggelse, ejerlav)
- Vinderslevgårds Mark (bebyggelse)
- Voer (bebyggelse, ejerlav)